# Petunia littoralis
Petunia littoralis là loài thực vật có hoa trong họ Cà. Loài này được L.B. Sm. & Downs miêu tả khoa học đầu tiên năm 1966.